# Tetrapterys tenuistachys
Tetrapterys tenuistachys är en tvåhjärtbladig växtart som beskrevs av Henry Hurd Rusby. Tetrapterys tenuistachys ingår i släktet Tetrapterys och familjen Malpighiaceae. Inga underarter finns listade i Catalogue of Life.